# إن جي سي 697 (مجرة)
NGC 697 هي مجرة في كوكبة الحمل.